# منتخب بليز لكرة القدم الشاطئية
منتخب بليز لكرة القدم الشاطئية هو ممثل بليز الرسمي في المنافسات الدولية في كرة قدم شاطئية ، يديريه اتحاد بليز لكرة القدم.